# Hugo Ekwall
Ernst Hugo Ekwall, född 1854 i Fogdeholm i Lommaryds socken, död 1891 i New York, Amerika, var en svensk medaljgravör.
Han var son till kronofogden Nils Fredrik Ekvall och Emelie Bernhardina Carolina Djurström. Han var bror till Emma, Gustaf och Knut Ekwall.
Ekwall var från mitten av 1880-talet verksam som medaljgravör i Jönköping och Göteborg. Enligt uppgifter lär han studerat för Harald Conradsen i Köpenhamn. Alla Ekwalls medaljer är slagna med handgraverade stampar. Hans produktion i Sverige omfattar cirka 25 medaljer av bland annat kronprins Gustav från 1877 och Esaias Tegnér från 1876. Hans mest uppmärksammade medalj blev den över August Strindberg från 1883 som Strindberg själv kommenterade hätskt i Legender. Han utvandrade till Amerika 1888.